# Coffee Talk
Coffee Talk — візуальний роман, розроблений індонезійською інді-студією Toge Productions і випущений 29 січня 2020 року для Microsoft Windows, macOS, Nintendo Switch, PlayStation 4 і Xbox One . Гра вийшла в Японії для Nintendo Switch на день пізніше, 30 січня 2020 року. Події гри розгортаються навколо баристи, що працює в кав’ярні, розташованій у фентезі версії Сіетла. Бариста слухає історії з життя  відвідувачів кав’ярні, готуючи їм напої. При створенні гри, розробники надихалися: аніме 90-х, піксельною графікою, а також музичним жанром lo-fi chillhop.
У 2023 році планують випустити сиквел під назвою "Coffee Talks Episode 2: Hibiscus & Butterfly".

## Сюжет
Події гри розгортається навколо баристи, який є власником і єдиним працівником однойменної кав’ярні Coffee Talk, розташованої в Сіетлі, штат Вашингтон. Це фентезі версія людського світу, що тепер населений різноманітними казковими расами, такими як: ельфи, орки, русалки та інші.  До кав'ярні заходять різні представники цих рас. Сюжет гри розгортається протягом двох тижнів. Кожен день — невеличка історія, під час якої кав'ярню відвідують різні персонажі, обговорюючи свої проблеми між собою та з баристою.  У грі є такі персонажі: Фрея — чарівна жінка, що працює журналісткою у вигаданному виданні The Evening Whispers. Вона також починає свою кар'єру письменниці-фантастки; Джорджі — місцевий поліцейський, а також постійний відвідувач кав'ярні; Рейчел — колишня учасниця жіночого гурту, яка намагається почати кар'єру соло музикантки; Ґендрі — батько Рейчел й колишній авторитет у музичній індустрії. Він хоче захистити свою дочку; Нейл — прибулець, який прийшов на Землю, щоб розможитися з її мешканцями; Гайд — безсмертний вампір, який працює моделлю, а також був колишнім роботодавцем Ґали; Ґала — вовкулака і ветеран, який працював охоронцем Гайда, а тепер намагається вилікувати себе, лікуючи інших; Міртл — оркиня, яка працює над вигаданою грою «Full Metal Conflict», постійно зосереджуючись на роботі; Аква, надзвичайно сором'язлива русалка, яка шаленіє від розвитку тезхнологій. Вона інді-розробник ігор та любить серію "Full Metal Conflict"; суккуб Луа та ельф Бейліс —  молода пара, сім'ї яких не схвалюють ці стосунки через расові відмінності.

## Ігровий процес
Coffee Talk — це візуальна новела, а отже, її ігровий процес складається здебільшого з читання діалогів. Цей діалог періодично переривається міні-грою, в якій гравець готує різні напої, використовуючи інгредієнти з кав'ярні. Деякі напої дають гравцеві можливість створювати лате-арт. Приготовані гравцем напої можуть впливати на події сюжету гри, і, таким чином, ця міні-гра слугує основним засобом взаємодії з грою, доступним гравцеві. Персонаж гравця може в будь-який момент отримати доступ до свого смартфону, щоб переглянути профілі соціальних мереж персонажів гри, ознайомитися зі списком відомих рецептів напоїв, прочитати короткі художні твори, опубліковані у вигаданій газеті гри, і змінити пісню, яка грає.